# Slovenska nota 2021
Slovenska nota 2021 je bila peta edicija glasbenega tekmovanja Slovenska nota. Finalni večer je potekal 18. septembra 2021 v Delavskem domu Hrastnik. Tekmovanje je organiziral MladinsIki center Hrastnik.  Zmagovalka tekmovanja je postala Pia Katarina Kremžar.
Večer so vodili Nejc Ašič, Kaja Čop, Nastja Galič in Sara Praznik.

## Finalisti in finalistke Slovenske note 2021
| Ime tekmovalke oz. tekmovalca | Naslov pesmi      |
| ----------------------------- | ----------------- |
| Lana Škof                     | Tvoj šepet        |
| Primož Vidovič                | Pa vendar, draga  |
| Katja Kos                     | Padam             |
| Denis Katančič                | Predaleč          |
| Pia Katarina Kremžar          | Žal mi je         |
| Ina Olup                      | Samo midva        |
| Kiki                          | Punčka iz papirja |
| Neli Jerot                    | Pokaži mi pot     |
| Tinkara J. Vrhovnik           | Tam nekje         |

## Člani in članice strokovne komisije
V strokovni komisiji so sodelovali Maja Keuc, Raiven, Kristina Oberžan, Gregor Ravnik, Alesh Maatko, Nino Ošlak, Dean Windisch in Irena Vrčkovnik.

## Rezultati Slovenske note 2021
| Finalist oz. finaliska | Točke strokovne komisije | Točke glasovalcev | Skupne točke | Končna uvrstitev |
| ---------------------- | ------------------------ | ----------------- | ------------ | ---------------- |
| Lana Škof              | 48                       | 12                | 60           | 8.               |
| Primož Vidovič         | 45                       | 3                 | 48           | 9.               |
| Katja Kos              | 47                       | 32                | 79           | 6.               |
| Denis Katančič         | 25                       | 76                | 101          | 4.               |
| Pia Katarina Kremžar   | 45                       | 92                | 137          | 1.               |
| Ina Olup               | 59                       | 34                | 93           | 5.               |
| Kiki                   | 74                       | 35                | 109          | 2.               |
| Neli Jerot             | 17                       | 55                | 72           | 7.               |
| Tinkara J. Vrhovnik    | 40                       | 63                | 103          | 3.               |